# UN Käerjeng 97
UN Käerjéng 97 este o echipă de fotbal din orașul Bascharage, în sud-vestul Luxemburgului. Evoluează în Divizia Națională a Luxemburgului.

## Lotul sezonului 2009-2010
| Nr. |                       | Poziție | Jucător               |
| --- | --------------------- | ------- | --------------------- |
| 1   | Austria               | P       | André Bill            |
| 2   | Luxemburg             | F       | Kevin Leite           |
| 3   | Luxemburg             | F       | Christophe Scholer    |
| 5   | Franța                | F       | Jean-Philippe Facques |
| 8   | Franța                | M       | Julien Rolandi        |
| 9   | Portugalia            | A       | Luis Duarte           |
| 11  | Belgia                | M       | Rémy Mukenge          |
| 12  | Franța                | A       | Djibril Mandefu       |
| 13  | Bosnia și Herțegovina | F       | Henid Ramdedović      |
| 14  | Luxemburg             | A       | Ben Polidori          |

| Nr. |                       | Poziție | Jucător            |
| --- | --------------------- | ------- | ------------------ |
| 15  | Portugalia            | F       | Paulo da Costa     |
| 16  | Belgia                | M       | Mutamba Kivunghe   |
| 17  | Luxemburg             | M       | Vito Marinelli     |
| 18  | Bosnia și Herțegovina | A       | Zarko Lukić        |
| 19  | Luxemburg             | A       | Rachid Boulahfari  |
| 20  | Franța                | A       | Florian Mateos     |
| 22  | Luxemburg             | P       | Steve Dunkel       |
|     | Luxemburg             | F       | Gilles Funck       |
|     | Luxemburg             | M       | Alessandro Fiorani |
|     | Luxemburg             | A       | Chris Sagramola    |